# Списък с епизоди на „Шепот от отвъдното“
Това е списъкът с епизоди на сериала „Шепот от отвъдното“ с оригиналните дати на излъчване в САЩ и България.

## Епизоди
| Сезон | Епизоди | Оригинално излъчване | Оригинално излъчване | Издаване на DVD      | Издаване на DVD     | Издаване на DVD | Издаване на DVD | Среден рейтинг (в милиони) | Среден рейтинг (в милиони) | Среден рейтинг (в милиони) |
| Сезон | Епизоди | Премиера             | Финал                | Регион 1             | Регион 2            | Регион 4        | Брой дискове    | Място в класацията         | Шеър (18 – 49)             | Брой зрители (в милиони)   |
| ----- | ------- | -------------------- | -------------------- | -------------------- | ------------------- | --------------- | --------------- | -------------------------- | -------------------------- | -------------------------- |
| 1     | 22      | 23 септември 2005 г. | 5 май 2006 г.        | 31 октомври 2006 г.  | 9 юли 2007 г.       | 23 май 2007 г.  | 6               | #47                        | 2.9/10                     | 10.20                      |
| 2     | 22      | 22 септември 2006 г. | 11 май 2007 г.       | 18 септември 2007 г. | 25 февруари 2008 г. | 2 април 2008 г. | 6               | #44                        | 3.0/10                     | 9.90                       |
| 3     | 18      | 28 септември 2007 г. | 16 май 2008 г.       | 2 септември 2008 г.  | 6 април 2009 г.     | 18 март 2009 г. | 5               | #64                        | 2.4/8                      | 8.67                       |
| 4     | 23      | 3 октомври 2008 г.   | 15 май 2009 г.       | 22 септември 2009 г. | 1 март 2010 г.      | 10 март 2010 г. | 6               | #34                        | 3.7/11                     | 10.62                      |
| 5     | 22      | 25 септември 2009 г. | 21 май 2010 г.       | 12 октомври 2010 г.  | 21 март 2011 г.     | 2 март 2011 г.  | 6               | #54                        | 1.9/6                      | 7.78                       |

## Сезон 1: 2005 – 2006
| Еп. № | Заглавие                     | Сценарист(и)                    | Режисьор(и)      | Първо излъчване                                      | Брой зрители (в милиони) |
| --- | ---------------------------- | ------------------------------- | ---------------- | ---------------------------------------------------- | ------------------------ |
| 1 | Pilot                        | Джон Грей                       | Джон Грей        | 23 септември 2005 г. (САЩ) 12 юни 2007 г. (България) | 11.25                    |
| В първи епизод се запознаваме с Мелинда Гордън – на външен вид, най-обикновена жена със семейство, живуща в малкото градче Грандвю, но тя има дарбата да говори с душите на мъртвите, които все още не са преминали в Светлината. Тя им помага да довършат своите недовършени дела на Земята, за да преминат в отвъдното. Мелинда е женена за Джим Кланси и най-добрата ѝ приятелка, която знае за дарбата ѝ, Андреа, ѝ помага в антикварния магазин, който Мелинда държи (наречен „Същото, както никога“). В премиерния епизод на сериала, Мелинда трябва да помогне на дух на войник на име Пол, който е починал във Виетнамската война. Пол има женен син – Майкъл. Мелинда помага на семейството да каже последно сбогом на Пол и оставя нещо от него.                                                                              |                              |                                 |                  |                                                      |                          |
| 2 | The Crossing                 | Джон Грей и Катрин Бътърфилд    | Рон Лагомарсино  | 30 септември 2005 г. (САЩ) 13 юни 2007 г. (България) | 10.87                    |
| Шест-годишният Кени Дейл е починал, когато колата на семейството му попада на релси срещу идващ влак. Без да знае, че е мъртъв, Кени се сприятелява с момче, чиято майка го мисли за просто въображаем приятел. Разбираме, че малките деца виждат духовете, оттам идват и въображаемите приятели. Мелинда трябва да намери родителите на момчето и да се опита да ги убеди, че синът им още е на Земята и ги търси, без да може да премине в Светлината. |                              |                                 |                  |                                                      |                          |
| 3 | Ghost, Interrupted           | Джон Грей и Джед Зайдел         | Иън Сандър       | 7 октомври 2005 г. (САЩ) 14 юни 2007 г. (България)   | 11.07                    |
| Младо момиче, Натали, е изпратено на психиатър, след странното ѝ поведение след смъртта на близначката ѝ – Зоуи. При екскурзия, Натали бяга от автобуса при Мелинда. Мелинда бързо разбира, че поведението на Натали е, защото сестра ѝ е с нея. Зоуи е на Земята, заради тайната, която е отнесла в гроба си… |                              |                                 |                  |                                                      |                          |
| 4 | Mended Hearts                | Джон Грей                       | Джон Грей        | 14 октомври 2005 г. (САЩ) 18 юни 2007 г. (България)  | 9.99                     |
| Дух помага на Мелинда да спаси жена от самоубийство. Тя разбира, че духът е годеникът на жената и че е станал донор на органи след смъртта си. Духът отказва да премине, преди да види кой е получил сърцето му. В крайна сметка, Мелинда намира човека и той се влюбва във вдовицата. |                              |                                 |                  |                                                      |                          |
| 5 | Lost Boys                    | Дейвид Фалън                    | Питър О'Фалън    | 21 октомври 2005 г. (САЩ) 19 юни 2007 г. (България)  | 10.55                    |
| Предлагат на Андреа и Мелинда да продадат антиките от стара къща на търг. Мелинда открива, че къщата преди е била сиропиталище, но е изгоряла, но заедно с къщата, вървят и духовете на няколко деца. Стар човек купува къщата, с желанието да я срути. Мелинда по-късно открива, че мъжът е единственото оцеляло дете от пожара и че той самият е отговорен за пожара. Сега Мелинда трябва да помогне да прекосят в Светлината децата от сиропиталището и да убеди мъжът, че приятелите му все още са тук. |                              |                                 |                  |                                                      |                          |
| 6 | Homecoming                   | Вивиан Лий                      | Ерик Ланювил     | 28 октомври 2005 г. (САЩ) 20 юни 2007 г. (България)  | 11.73                    |
| Мелинда помага на разтроен дух на тийнейджър, който в последната вечер на живота си, научава, че е осиновен. Ядосан, той се сблъсква с гнездо на пчели. Алергичен към тях, той умира. Сега той иска да се срещне с родната си майка, но дали историята е такава каквато е представена? |                              |                                 |                  |                                                      |                          |
| 7 | Hope & Mercy                 | Джон Уирт                       | Бил Л. Нортън    | 4 ноември 2005 г. (САЩ) 21 юни 2007 г. (България)    | 12.78                    |
| Жена умира по време на бременност и отказва да мине в Светлината, преди да убеди съпругът си, че не е виновен той. Същевременно, Андреа има проблеми с художник, който ни разкрива част от миналото ѝ. |                              |                                 |                  |                                                      |                          |
| 8 | On The Wings Of A Dove       | Джон Грей и Катрин Бътърфилд    | Питър О'Фалън    | 11 ноември 2005 г. (САЩ) 25 юни 2007 г. (България)   | 11.41                    |
| Пет годишнината от смъртта на бащата на Джим наближава и Джим започва да се държи странно. Забелязвайки това, Мелинда се опитва да му помогне, вярвайки, че това е причинено от дух. Същевременно, стара позната от училище идва при Мелинда, носейки ѝ болезнени спомени. |                              |                                 |                  |                                                      |                          |
| 9 | Voices                       | Джон Грей и Джон Белусо         | Кевин Хуукс      | 18 ноември 2005 г. (САЩ) 27 юни 2007 г. (България)   | 12.05                    |
| Колата на Мелинда и Джим е открадната от проблемен тийнейджър, чиято майка е починала. Той мисли, че майка му го е предала приживе и не може да ѝ прости. Мелинда трябва да му помогне да разбере какво иска да му каже майка му. Тя била инженер и починала, когато паднала в дупка с оголени жици, по които течало силно напрежение и сега комуникира чрез електроника. |                              |                                 |                  |                                                      |                          |
| 10 | Ghost Bride                  | Джон Грей и Джед Зейдел         | Джоана Кернс     | 25 ноември 2005 г. (САЩ) 28 юни 2007 г. (България)   | 12.25                    |
| Зъл дух, облечен в булчинска рокля, преследва Лиса – приятелка на Мелинда. Серина, духът с роклята, представлява труден случай за Мелинда. Серина е умряла в деня на сватбата си, женейки се за сегашния годеник на Лиса. Сега Серина се опитва да разруши сватбата на двамата. |                              |                                 |                  |                                                      |                          |
| 11 | Shadow Boxer                 | Джон Грей и Емили Фокс          | Джоана Кернс     | 15 декември 2006 г. (САЩ) 2 юли 2007 г. (България)   | 11.19                    |
| Мелинда среща дух на жена, чието семейство е разбито и сега Мелинда трябва да помогне на сина ѝ да се сдобри с баща си. |                              |                                 |                  |                                                      |                          |
| 12 | Undead Comic                 | Джон Грей и Дъг Прочило         | Ерик Ланювил     | 16 декември 2005 г. (САЩ) 3 юли 2007 г. (България)   | 10.89                    |
| Мелинда помага на духа на починал комик, който не знае как и защо е умрял. Тя разбира, че той е отнел живота си и сега трябва да му помогне да се сдобри с всички хора, които е изоставил при самоубийството си. |                              |                                 |                  |                                                      |                          |
| 13 | Friendly Neighbourhood Ghost | Джон Грей и Луис Джонсън        | Дейвид Хю Джоунс | 6 януари 2006 г. (САЩ) 4 юли 2007 г. (България)      | 11.31                    |
| Мъж се пренася в отсрещната къща при Мелинда и тя забелязва, че дух го следи. Духът се оказва дядото на бившата приятелката на съседа, която е изчезнала и е вероятно мъртва. Сега духът няма да се спре, преди да разбере какво се е случило с внучката му и мисли, че бившият ѝ приятел е отговорен за изчезването ѝ. |                              |                                 |                  |                                                      |                          |
| 14 | Last Execution               | Джон Грей и Дейвид Фалън        | Питър Вернер     | 13 януари 2006 г. (САЩ) 5 юли 2007 г. (България)     | 10.92                    |
| Дух на мъж преследва Мелинда, след като тя посещава изложба в галерия. Минавайки през ужасяващи видения, Мелинда разбира, че духът е последния екзекуриран и сега той иска да помогне на дъщеря си. Междувременно, жена съди Джим, защото той се е опитал да ѝ помогне, след като тя се озовала в инцидент. |                              |                                 |                  |                                                      |                          |
| 15 | Melinda's First Ghost        | Джон Грей и Катрин Бътърфилд    | Питър Вернер     | 27 януари 2006 г. (САЩ) 9 юли 2007 г. (България)     | 11.62                    |
| Като малка, майката на Мелинда не е приемала дарбата на дъщеря си и така са се отдалечили една от друга. Сега Мелинда трябва да се сдобри с майка си, за да спаси духът на малко момиченце, което е… първият дух на Мелинда. |                              |                                 |                  |                                                      |                          |
| 16 | Dead Man's Ridge             | Джон Грей                       | Джеймс Фраулей   | 3 февруари 2006 г. (САЩ) 10 юли 2007 г. (България)   | 10.62                    |
| Дух преследва Андреа и когато нещата излизат извън контрол, тя търси помощта на Мелинда. Тя разбира, че духът е стар колега на Андреа и сега трябва да помогне на брат му, който е в беда. |                              |                                 |                  |                                                      |                          |
| 17 | Demon Child                  | Джон Грей и Джед Зайдел         | Ерик Ланювил     | 3 март 2006 г. (САЩ) 11 юли 2007 г. (България)       | 12.40                    |
| Когато Мелинда събира антики от къша наблизо, тя забелязва духа на малко момче, което преследва семейството в къщата. Момчето е умряло в инцидент, за който никой не иска да говори, дори майка му. Всички винят бавачката за смъртта му. Сега той преследва бавачките на новороденото в къщата. Една вечер Мелинда полчава обаждане и глас казва „Кой гледа бебето сега?“. |                              |                                 |                  |                                                      |                          |
| 18 | Miss Fortune                 | Джон Грей и Емили Фокс          | Джеймс Крезантис | 10 март 2006 г. (САЩ) 12 юли 2007 г. (България)      | 10.34                    |
| Цирк идва в Грандвю, а заедно с него и духът на един от артистите, който мисли, че брат му го е убил. Докато Мелинда разнищва историята, тя открива една тайна… |                              |                                 |                  |                                                      |                          |
| 19 | Fury                         | Джон Грей и Рама Лори Стейджнър | Питър Вернер     | 31 март 2006 г. (САЩ) 16 юли 2007 г. (България)      | 10.22                    |
| Мелинда трябва да помогне на духа на афроамериканец, убит от местен расист през '70-те. Духът сега преследва съдята, който е имал достатъчно доказателства, но не е осъдил убиеца. |                              |                                 |                  |                                                      |                          |
| 20 | The Vanishing                | Джон Грей и Катрин Бътърфилд    | Питър Вернер     | 7 април 2006 г. (САЩ) 17 юли 2007 г. (България)      | 10.05                    |
| Мелинда попада в инцидент и изпада в кома, която едва не я убива. След като се събужда, Мелинда осъзнава, че вече не вижда духове. Същевременно, позната на Мелинда я моли да помогне на дъщеря ѝ, която е изгубила приятеля си, по време на футболен мач. Но по-късно, Мелинда разбира, че не дарбата ѝ е изчезнала, а нещо или някой привлича духовете на Грандвю надалеч… |                              |                                 |                  |                                                      |                          |
| 21 | Free Fall (Part 1)           | Джон Грей                       | Джон Грей        | 28 април 2006 г. (САЩ) 18 юли 2007 г. (България)     | 10.00                    |
| Духът на пилот казва на Мелинда, че самолетът, който той е управлявал, все още е във въздуха и трябва някак да спре самолета преди той да се разбие. Тя казва на Андреа за това, а тя започва да се притеснява, защото брат ѝ, Мич, е трябвало да пристигне от Йоханесбург в същия ден за рождения си ден. Когато казва на Андреа, че полетът е от Йоханесбург, Андреа решава да отиде до апартамента на брат си за да види дали е пристигнал. Мелинда се опитва да предупреди компанията, но в същия момент тя чува силен шум отвън. Изтичва на улицата и вижда как самолетът се разбива… |                              |                                 |                  |                                                      |                          |
| 22 | The One (Part 2)             | Джон Грей                       | Джон Грей        | 5 май 2006 г. (САЩ) 19 юли 2007 г. (България)        | 11.06                    |
| Андреа подозира, че има нещо, което Мелинда не ѝ казва. Духовете от самолета са на мястото на катастрофата и Мелинда убеждава част от тях да преминат. Понеже са прекалено много, дори и живите хора могат да видят Светлината. Но останалата част от духовете казват, че „той казва, че там няма нищо хубаво“. Мелинда открива дух на мъж в черно, който убеждава духовете да не преминават в Светлината. Когато братът на Андреа идва при Мелинда в магазина, Андреа се затичва към него, но той я подминава. Мелинда казва „Толкова съжалявам, Мич…“, гледайки към Андреа с насълзени очи, „Била е на път към апартамента ти, когато самолетът се е паднал върху колата ѝ…“, разкривайки, че Андреа е мъртва. Тя, невярваща на случващото се, се разплаква без да вижда, че зад нея върви духът на мъжа в черно с думите „Тя е моя“. |                              |                                 |                  |                                                      |                          |

## Сезон 2: 2006 – 2007
| Еп. № | Заглавие                             | Сценарист(и)                   | Режисьор(и)         | Първо излъчване                                       | Брой зрители (в милиони) |
| --- | ------------------------------------ | ------------------------------ | ------------------- | ----------------------------------------------------- | ------------------------ |
| 1 | Love Never Dies                      | Джон Грей                      | Джон Грей           | 22 септември 2006 г. (САЩ) 10 юни 2008 г. (България)  | 10.33                    |
| Мъжът в черно убеждава Андреа да не премине в Светлината. Мелинда търси помощта на професор по история и култове към свръхестественото, Рик Пейн, за да разпознае мъжът в черно. Дали ще успее да върне Андреа в правия път и кой е мъжът в черно? |                                      |                                |                     |                                                       |                          |
| 2 | Love Still Won't Die                 | Джон Грей                      | Джон Грей           | 29 септември 2006 г. (САЩ) 10 юни 2008 г. (България)  | 9.73                     |
| Мелинда открива дух, който иска да говори със съпругата си. Когато Мелинда му помага, жената ѝ се ядосва. Мелинда открива, че духът е приятел от миналото и трябва да се опита да го прекоси в Светлината, преди да е разрушил връзката ѝ с Джим. Междувременно, Делия и Нед се запознават с Мелинда. |                                      |                                |                     |                                                       |                          |
| 3 | Drowned Lives                        | Джон Грей и Джед Зайдел        | Иън сандър          | 6 октомври 2006 г. (САЩ) 17 юни 2008 г. (България)    | 9.77                     |
| Мелинда отива на гости на приятели. Те ѝ казват, че имат проблеми с водопровода из къщата, но Мелинда открива, че 6-годишната им дъщеря се е удавила в басейна и сега им е ядосана, понеже не ѝ говорят, не знаейки, че е мъртва. |                                      |                                |                     |                                                       |                          |
| 4 | The Ghost Within                     | Джон Грей и Луис Джонсън       | Фредерик Е. О. Тойе | 13 октомври 2006 г. (САЩ) 17 юни 2008 г. (България)   | 10.18                    |
| Серия орнаменти е предложена в магазина на Мелинда, но тя открива, че вървят заедно и с дух. Духът има аутизъм и ѝ дава видения, вместо да ѝ говори. |                                      |                                |                     |                                                       |                          |
| 5 | A Grave Matter                       | Джон Грей и Катрин Бътърфилд   | Ерик Ланювил        | 20 октомври 2006 г. (САЩ) 24 юни 2008 г. (България)   | 10.27                    |
| Мъж е погребан в грешния гроб и сега нечия чужда съпруга идва на гроба му всеки ден. |                                      |                                |                     |                                                       |                          |
| 6 | The Woman Of His Dreams              | Джон Грей и Катрин Бътърфилд   | Джон Шоуалтър       | 27 октомври 2006 г. (САЩ) 24 юни 2008 г. (България)   | 10.88                    |
| Джим трябва да прекоси сам дух на стара приятелка от училище, която го помни с доброто, което ѝ е сторил. |                                      |                                |                     |                                                       |                          |
| 7 | A Vicious Cycle                      | Джон Грей и Ренин Реншоу       | Ерик Ланювил        | 3 ноември 2006 г. (САЩ) 1 юли 2008 г. (България)      | 11.12                    |
| Джим и Мелинда излизат на къмпинг в гората, но откриват, че в гората ги очаква някой. Духът на жена, която е избягала с дъщеря си от съпруга си, защото той ги е насилвал. |                                      |                                |                     |                                                       |                          |
| 8 | The Night We Met                     | Джон Грей и Дейвид Фалън       | Питър О'Фалън       | 10 ноември 2006 г. (САЩ) 1 юли 2008 г. (България)     | 11.46                    |
| Духът на готвач, починал в пожар в ресторант се запознава с Мелинда, след като ресторантът гори за втори път. Междувременно, Мелинда си спомня за първия път, когато е срещнала Джим и как те са се влюбили. |                                      |                                |                     |                                                       |                          |
| 9 | The Curse Of The Ninth               | Джон Грей и Брийн Фрейзър      | Питър Вернер        | 17 ноември 2006 г. (САЩ) 8 юли 2008 г. (България)     | 10.13                    |
| Мелинда открива музикант, който сякаш над него тегне проклятие и всички концерти се провалят. По-късно Мелинда открива, че духът на баща му го следи и не му позволява да свири неговата музика, докато не изсвири деветата симфония. |                                      |                                |                     |                                                       |                          |
| 10 | Giving Up The Ghost                  | Джон Грей и Джим Коуф          | Фредерик Е. О. Тойе | 24 ноември 2006 г. (САЩ) 8 юли 2008 г. (България)     | 10.57                    |
| Треньор по тенис е следен от духа на най-доброто му попълнение. Духът вини треньора си за смъртта му, но историята е различна, от това, което духът помни. |                                      |                                |                     |                                                       |                          |
| 11 | Cat's Claw                           | Джон Грей и Джим Коуф          | Виктория Хохберг    | 15 декември 2006 г. (САЩ) 15 юли 2008 г. (България)   | 9.66                     |
| Мелинда открива професор в университета, който е преследван от дух. Междувременно, духът ѝ показва ужасяващи и реалистични видения. |                                      |                                |                     |                                                       |                          |
| 12 | Dead To Rights a.k.a. Dead Reckoning | Джон Грей и Уенди Мерикъл      | Питър Вернер        | 5 януари 2007 г. (САЩ) 15 юли 2008 г. (България)      | 11.18                    |
| Мелинда започва да получава странни видения, но по-късно открива, че я следи духът на човек, в кома. Семейството на духа искат да изключат животоподдържащите системи. |                                      |                                |                     |                                                       |                          |
| 13 | Déjà Boo                             | Джон Грей и Луис Джонсън       | Глория Музио        | 12 януари 2007 г. (САЩ) 22 юли 2008 г. (България)     | 10.44                    |
| Мелинда открива духа на мъж на име Ерик. Той се е прераждал множество пъти в различни хора и всеки път когато умре той помни всичките си животи. Сега Мелинда трябва да се справи с всичките личности на Ерик, докато същевременно нейна приятелка ражда и Ерик се опасява, че за пореден път ще се прероди, щом премине в Светлината. |                                      |                                |                     |                                                       |                          |
| 14 | Speed Demon                          | Джон Грей и Алан Ди Фиоре      | Джеймс Фраулей      | 2 февруари 2007 г. (САЩ) 22 юли 2008 г. (България)    | 10.66                    |
| Когато Мелинда се губи на магистрала, тя открива магазин за авточасти. Жената, която го държи, я преследва духът на приятелят ѝ, който я вини за смъртта си. Но историята е далеч по-различна от това, което духът си мисли. |                                      |                                |                     |                                                       |                          |
| 15 | Mean Ghost                           | Джон Грей и Ренин Реншоу       | Иън Сандър          | 9 февруари 2007 г. (САЩ) 29 юли 2008 г. (България)    | 11.16                    |
| Мелинда открива отбор мажоретки, които биват преследвани от духа на бивша мажоретка, но защо тя следи точно тях и каква е нейната история? |                                      |                                |                     |                                                       |                          |
| 16 | The Cradle Will Rock                 | Джон Грей и Джед Зейдел        | Джеймс Крезантис    | 16 февруари 2007 г. (САЩ) 29 юли 2008 г. (България)   | 11.35                    |
| Делия отива в бижутерия за да поправят неин пръстен, но когато отиват да го вземат с Мелинда, магазинът бива ограбен от въоръжен престъпник. По-късно Мелинда открива духа на продавача в бижутерията – Ранди. Тя открива, че той е починал от астматичен пристъп, но той и негов роднина са планирали грабежа, но когато Ранди скрил 75 000 долра от роднината си, той се ядосал и го заключил в мазето, причинявайки пристъпа. |                                      |                                |                     |                                                       |                          |
| 17 | The Walk-In                          | Джон Грей и Брийн Фрейзър      | Ерик Ланювил        | 23 февруари 2007 г. (САЩ) 5 август 2008 г. (България) | 9.54                     |
| Тяло изчезва от моргата, а Мелинда, Джим и професор Пейн разбират, че тялото може би е обладано от дух и си имат работа с отмъстително зомби. |                                      |                                |                     |                                                       |                          |
| 18 | Children of Ghosts                   | Джон Грей и Теди Таненбаум     | Фредерик Е. О. Тойе | 30 март 2007 г. (САЩ) 5 август 2008 г. (България)     | 9.36                     |
| Странни неща се случват на момиче от сиропиталище и Мелинда решава да стане приемен родител, за да се опита да ѝ помогне, но дали проклятието върху момичето ще застигне и нея? |                                      |                                |                     |                                                       |                          |
| 19 | Delia's First Ghost                  | Джон Грей и Ренин Реншоу       | Ким Моузес          | 6 април 2007 г. (САЩ) 12 август 2008 г. (България)    | 9.66                     |
| Мелинда помага на Нед с дух, който го преследва. Оказва се, че духът е баща му и Мелинда разбира, че най-сетне трябва да сподели тайната си с Делия. Но когато това става, Делия я отхвърля и ѝ казва, никога повече да не ги приближава. Същата вечер Чарли започва да ѝ праща знаци и тя разбира, че Мелинда не е шарлатанка. |                                      |                                |                     |                                                       |                          |
| 20 | The Collector                        | Джон Грей и Мелиса Джо Пелтиер | Иън Сандър          | 27 април 2007 г. (САЩ) 12 август 2008 г. (България)   | 9.20                     |
| Мелинда вижда мъж, Гейбриъл Лоурънс, който има нейната дарба. Но по-късно тя окрива, че Гейбриъл има далеч по-различно намерение да използва дарбата си. |                                      |                                |                     |                                                       |                          |
| 21 | The Prophet (Part 1)                 | Джон Грей                      | Джон Грей           | 4 май 2008 г. (САЩ) 19 август 2008 г. (България)      | 9.25                     |
| Мелинда започва да се тревожи за близките си, след като дух ѝ показва видения – дерейлирал влак, потъващ кораб и падащи коли от висок мост. Междувременно, Гейбриъл все още е в Грандвю. |                                      |                                |                     |                                                       |                          |
| 22 | The Gathering (Part 2)               | Джон Грей                      | Джон Грей           | 11 май 2007 г. (САЩ) 19 август 2008 г. (България)     | 9.15                     |
| Мелинда посещава кмета на града и го моли да отложи церемонията за преклонение пред загиналите в самолетната катастрофа. Тя се опитва да намери момиче, което е оцеляло след катастрофата, за да намери обяснение на подобни инциденти. По-късно всичко се навързва, когато се появяват 3 оцелели деца от инцидентите, които духът от предишния епизод показа на Мелинда. 4 поредни години, на 11 май стават инциденти по света – влак излиза извън релси в Русия, едно оцеляло момиче; мост пада в Италия, едно оцеляло момче; кораб потъва в Англия – едно оцеляло дете, самолет пада в Грандвю – едно оцеляло момиче. Всичко се върти около цифрата 5 и сега Мелинда трябва да предвиди петият инцидент. Идва 11 май, Гейбриъл отвлича децата и ги кара да обикалят около висок метален стълб на церемонията за преклонение на загиналите от катастрофата. Когато все още непреминалите духове от катастрофата се появяват и се вселяват в стълба, той пада точно към децата. Мелинда се хвърля пред тях, за да ги защити. Когато идва в съзнание, вижда оцелялото момиче от катастрофата да плаче и то ѝ казва „Съжалявам, това беше моето видение“. Мелинда, не знаейки за какво говори момичето, се обръща и вижда тялото си да лежи неподвижно, а същевременно Джим минава през нея за да се опита да я спаси. Мелинда получаваше знаци през сезона – мъртвите ще оживеят, пчелата с капещата кръв, „Смърт на обичан човек“ върху гръба на Джим… Мелинда вижда Светлината с баща ѝ пред нея. Той ѝ казва, че е време да приеме тъмната си страна и да се обедини с брат си. |                                      |                                |                     |                                                       |                          |

## Сезон 3: 2007 – 2008
| Еп. № | Заглавие                     | Сценарист(и)                    | Режисьор(и)         | Първо излъчване                                           | Брой зрители (в милиони) |
| --- | ---------------------------- | ------------------------------- | ------------------- | --------------------------------------------------------- | ------------------------ |
| 1 | The Underneath               | Джон Грей                       | Джон Грей           | 28 септември 2007 г. (САЩ) 6 септември 2009 г. (България) | 8.72                     |
| Дженифър носи в антикварния магазин на Мелинда предмети от къщата на починалите ѝ родители. След това Мелинда помага на Дженифър с баща ѝ, който е умрял млад. Мелинда намира склад с новини и открива, че майка ѝ има много скрита история, включително, че дотогава я е лъгала, че не вижда духове. |                              |                                 |                     |                                                           |                          |
| 2 | Don't Try This At Home       | Теди Таненбаум и Лоури МъкКарти | Иън Сандър          | 5 октомври 2007 г. (САЩ) 14 септември 2009 г. (България)  | 8.91                     |
| Когато Кървавата Мери се сблъсква с Мелинда и няколко момичета влизат в кома, вследствие от голям страх, Мелинда трябва да разбере от единствената все още незасегната, какво е направила с приятелките си и дали наистина Кървавата Мери е при Мелинда. |                              |                                 |                     |                                                           |                          |
| 3 | Haunted Hero                 | Брийн Фрейзър и Карл Шлаефер    | Ерик Ланювил        | 12 октомври 2007 г. (САЩ) 20 септември 2009 г. (България) | 8.90                     |
| Приятелят на Джим, Мат, се завръща вкъщи, след като е служил в чужбина, но е изгубил паметта си. Съюзниците на Мат се появяват като духове за да му помогнат да възвърне паметта си и да спре слуховете, които се носят за него. |                              |                                 |                     |                                                           |                          |
| 4 | No Safe Place                | Ренин Реншоу                    | Питър О'Фалън       | 19 октомври 2007 г. (САЩ) 21 септември 2009 г. (България) | 8.95                     |
| Когато Джим и Мелинда излизат на вечеря, срещат Шейн, който казва на Мелинда, че го преследва духа на жена, която го е следяла. Мелинда скоро разбира, че Шейн лъже и той е бил преследвача и по негова вина жената е мъртва, но той започва да следи и Мелинда, също така се опитва и да отдалечи Делия от нея. Мелинда трябва да спре Шейн, преди и нея да я сполети същата съдба. В крайна сметка го арестуват. В края на епизода Мелинда слиза в мазето на магазина си и вижда духът на Шейн там. Той започва да я заплашва, но изведнъж някой го дърпа рязко през стената… |                              |                                 |                     |                                                           |                          |
| 5 | Weight Of What Was           | П. К. Саймъндс                  | Глория Музио        | 26 октомври 2007 г. (САЩ) 27 септември 2009 г. (България) | 9.99                     |
| Гейбриъл се завръща в Грандвю, а Мелинда открива, че под магазина ѝ лежи целият Грандвю, съществувал преди много години. Там тя открива църква с духове на изгорени живи хора. Когато единствения изход от подземния град се срутва, Мелинда се изправя пред борба за своя собствен живот, виждайки духа на баща си и на прапрабаба си Теса. |                              |                                 |                     |                                                           |                          |
| 6 | Double Exposure              | Лоури МъкКарти                  | Ерик Ланювил        | 2 ноември 2007 г. (САЩ) 21 октомври 2009 г. (България)    | 9.18                     |
| Мелинда и професор Пейн се запознават с учителка, която е имала връзка със свой ученик. Приятелката му разбира са връзката и се опитва да се самоубие, а в същото време приятелят ѝ загива. Сега духът на момчето преследва учителката си, обвинявайки я за смъртта на приятелката си, без да знае, че тя е оцеляла. |                              |                                 |                     |                                                           |                          |
| 7 | Unhappy Medium               | Брийн Фрийзър                   | Фредерик Е. О. Тойе | 9 ноември 2007 г. (САЩ) 22 октомври 2009 г. (България)    | 9.85                     |
| Мелинда разследва семейство, което са наели медиум-шарлатан, за да се свържат с изчезналата си дъщеря. Но Мелинда открива, че момичето е в далеч по-различно състояние, от това, което медиумът казва. |                              |                                 |                     |                                                           |                          |
| 8 | Bad Blood                    | П. К. Саймъндс и Лоури МъкКарти | Питър Вернер        | 16 ноември 2007 г. (САЩ) 23 октомври 2009 г. (България)   | 9.85                     |
| Мелинда открива духове, които безпокоят мъж и дъщеря му. За да ѝ позволят да им помогне, духовете играят с Мелинда игра на 20 въпроса. |                              |                                 |                     |                                                           |                          |
| 9 | All Ghosts Lead To Grandview | Лори МъкКарти и П. К. Саймъндс  | Фредерик Е. О. Тойе | 23 ноември 2007 г. (САЩ) 24 октомври 2009 г. (България)   | 9.98                     |
| Мелинда и Джим срещат малко момиче, Бека, в гората. Те научават, че Бека също вижда духове, но родителите ѝ я подлагат на лекарска помощ и затова Бека е избягала. Мелинда обяснява важността на дарбата на Бека на родителите ѝ, но в този момент Бека казва, че се е преструвала, лъжейки, колкото да не я мислят за луда. |                              |                                 |                     |                                                           |                          |
| 10 | Holiday Spirit               | Ренин Реншоу                    | Стийв Робман        | 14 декември 2007 г. (САЩ) 27 октомври 2009 г. (България)  | 9.80                     |
| Мелинда е на гости на момче на име Райли и докато не украсяват елхата за Коледа, Мелинда се опитва да го накара да ѝ каже за странните неща, които той вижда. |                              |                                 |                     |                                                           |                          |
| 11 | Slam a.k.a. Slambook         | Карл Шлаефер и Даниел Синклер   | Марк Розман         | 11 януари 2008 г. (САЩ) 28 октомври 2009 г. (България)    | 9.86                     |
| В училището на Нед започват да става странни неша и Мелинда му помага да разбере кои са духовете. С напредването на историята Мелинда започва да разследва интригите и клюките из училището, преди да открие причината за преследванията. |                              |                                 |                     |                                                           |                          |
| 12 | First, Do Not Harm           | Джон Грей                       | Иън Сандър          | 18 януари 2008 г. (САЩ) 30 октомври 2009 г. (България)    | 9.91                     |
| Мелинда помага на дух, който обвинява Джим за смъртта си в експлозия. |                              |                                 |                     |                                                           |                          |
| 13 | Home But Not Alone           | П. К. Саймъндс и Лоури МъкКарти | Ерик Ланювил        | 4 април 2008 г. (САЩ) 31 октомври, 2009 г. (България)     | 9.0                      |
| Странни неща започват да се случват на семейството на новата приятелка на Нед. Мелинда им помага, като открива, че духът е бащата на момичето. Дали ще може Мелинда да скрепи семейството на момичето? |                              |                                 |                     |                                                           |                          |
| 14 | The Grave Sitter             | Джон Грей                       | Фредерик Е. О. Тойе | 11 април 2008 г. (САЩ) 3 ноември 2009 г. (България)       | 8.55                     |
| След като на няколко пъти рисуват графити на вратата на магазина на Мелинда, тя отива при местния интернет блогър, мислейки, че той го прави за да привлече внимание към нея и да разкрие тайната ѝ. Мелинда прави шокиращо откритие и трябва да премине през най-големия си страх – Подземният Грандвю, за да помогне на духа. |                              |                                 |                     |                                                           |                          |
| 15 | Horror Show                  | Ренин Реншоу                    | Иън Сандър          | 25 април 2008 г. (САЩ) 4 ноември 2009 г. (България)       | 8.98                     |
| Мелинда разнищва мистерията зад убийства и преследвания в колеж, които се случват точно като определени филми на ужасите. |                              |                                 |                     |                                                           |                          |
| 16 | Deadbeat Dads                | Марк Б. Пери                    | Глория Музио        | 2 май 2008 г. (САЩ) 5 ноември 2009 г. (България)          | 9.21                     |
| Професор Пейн се запознава с Елиът, идеалният син на едно от бившите му приятелки. Когато той разбира, че момчето е почти на 10 години, той също разбира, че може би е бащата на детето. Това ядосва починалата му съпруга и тя започва да си отмъщава. Междувременно, Мелинда, виждайки Пейн, Елиът и майка му щастливи, тя казва на Джим, че иска свое дете. |                              |                                 |                     |                                                           |                          |
| 17 | Stranglehold                 | Лоури МъкКарти и П. К. Саймъндс | Ерик Ланювил        | 6 март 2009 г. (САЩ) 6 ноември 2009 г. (България)         | 8.78                     |
| Маскиран мъж се появява в сънищата на Мелинда, а междувременно тя открива, че баща ѝ е жив и е в Грандвю. Но някой се опитва да ѝ го отнеме, тъкмо когато, най-после го е срещнала. |                              |                                 |                     |                                                           |                          |
| 18 | Peter Familias               | Джон Грей                       | Джон Грей           | 16 май 2008 г. (САЩ) 7 ноември 2009 г. (България)         | 8.44                     |
| Мелинда изживява огромен шок, разбирайки тайната на семейството си. Том Гордън не ѝ е баща, а Пол Ийстман е маскираният човек от сънищата ѝ и той е биологичният ѝ баща. Том го е убил преди години и се е грижил за Мелинда, докато не я е изоставил. Сега Мелинда трябва да се изправи пред дилемата да убие човекът, който е мислела за свой баща, поради простата причина, че той се опитва да стори същото с нея. В края на епизода Мелинда получава шокиращо предсказание от Наблюдателите, което засяга живота на някой неин близък човек…                               |                              |                                 |                     |                                                           |                          |

## Сезон 4: 2008 – 2009
| Еп. № | Заглавие                      | Сценарист(и)                    | Режисьор(и)       | Първо излъчване                                          | Брой зрители (в милиони) |
| --- | ----------------------------- | ------------------------------- | ----------------- | -------------------------------------------------------- | ------------------------ |
| 1 | Firestarter                   | П. К. Саймъндс                  | Ерик Ланювил      | 3 октомври 2008 г. (САЩ) 10 февруари 2011 г. (България)  | 9.44                     |
| Мелинда се запознава с професора по психология Илай Джеймс, след като Джим го спасява при пожар в университета. Скоро Мелинда разбира, че Илай има способността да чува духове, но не и да ги вижда. Също така при пожара един от Наблюдателите казва на Мелинда, че тя се движи между света на мъртвите и живите, но скоро някой свързан с нея ще се озове при мъртвите, повличайки със себе си и нея. |                               |                                 |                   |                                                          |                          |
| 2 | Big Chills                    | Лоури МъкКарти                  | Питър Вернер      | 10 октомври 2008 г. (САЩ) 11 февруари 2011 г. (България) | 9.69                     |
| Стара съученичка от гимназията, Грейс Адамс, се свързва с Мелинда, защото мисли, че е посещавана от духа на мъртвия ѝ приятел Лукас. Всичко е свързано с общата тайна на Грейс, Лукс и друг техен приятел; преди 10 години са премълчали за катастрофа, при която са убили човек, вместо да съобщят в полицията. |                               |                                 |                   |                                                          |                          |
| 3 | Ghost In The Machine          | Ренин Реншоу                    | Стийв Робман      | 17 октомври 2008 г. (САЩ) 15 февруари 2011 г. (България) | 8.97                     |
| Мелинда открива дух, който преследва млади момичета, в една от онлайн игрите на Нед, в която играят и негови приятели. Мел подозира, че духът е опасен и решава да стане част от онлайн гилдията, за да му помогне. |                               |                                 |                   |                                                          |                          |
| 4 | Save Our Souls                | Марк Б. Пери                    | Глория Музио      | 24 октомври 2008 г. (САЩ) 16 февруари 2011 г. (България) | 10.14                    |
| По случай медения си месец, Джим и Мелинда заминават на пътешествие с кораб. Оказва се, че на кораба е пълно с духове, един от които следи младоженците Рич и Джулия. Духът е на младо момиче, измамено от своя годеник, което следи всеки млад мъж, пътуващ на кораба. Когато се връщат от месеца, Мелинда започва да подозира, че е бременна. |                               |                                 |                   |                                                          |                          |
| 5 | Bloodline                     | Мелиса Блейк и Джой Блейк       | Иан Сандър        | 31 октомври 2009 г. (САЩ) 17 февруари 2011 г. (България) | 9.40                     |
| Даяна Морисън и приятелката ѝ Оливия Келър са сменени при раждането. Даяна припада на тенис корта и умира от кръвосъсирек в белите дробове. Мелинда открива, че майката на Даяна е знаела за смяната на бебетата, но го е запазила в тайна. |                               |                                 |                   |                                                          |                          |
| 6 | Imaginary Friends And Enemies | Вивиан Лий                      | Ерик Ланювил      | 7 ноември 2008 г. (САЩ) 18 февруари 2011 г. (България)   | 11.06                    |
| Мелинда и Джим са на сватбено тържество, където въобръжаемия приятел на малко момиченце, започва опасна игра на криеница. Само Мелинда може да успокои духа, който създава големи проблеми. Но неочакван обрат води събитията до фатални последствия, засягащи живота на Мелинда… |                               |                                 |                   |                                                          |                          |
| 7 | Threshold                     | Джон Грей                       | Джон Грей         | 14 ноември 2008 г. (САЩ) 22 февруари 2011 г. (България)  | 11.57                    |
| След смъртта на Джим, Мелинда е в такъв шок, че престава да вижда духове, дори и този на Джим. В същото време той вижда брат си, който го очаква, за да преминат заедно в Светлината, но Джим не иска да изостави Мелинда. На погребението му, изненадващо пускат любимата му песен и всички започват да танцуват. Забравила за миг скръбта си, Мелинда вижда Джим измежду хората. Тя се опитва да го убеди да премине в Светлината, защото мястото му вече е там, но той отказва и когато автомобил блъска мотор на пътя и духът на Джим се вселява в тялото на загиналия моторист, само за да се върне към живота, изгубил всичките си спомени.                                        |                               |                                 |                   |                                                          |                          |
| 8 | Heart & Sould                 | П. К. Саймъндс и Марк Б. Пери   | Иън Сандър        | 21 ноември 2008 г. (САЩ) 25 февруари 2011 г. (България)  | 11.28                    |
| След като Джим изгуби паметта си, влизайки в тялото на Сам, сега Мелинда е принудена да се опита да му помогне. Тя започва да му припомня тайно миналият му живот, като започва с покана да живее у тях. |                               |                                 |                   |                                                          |                          |
| 9 | Pieces Of You                 | Лори МъкКарти                   | Джим Кресантис    | 5 декември 2009 г. (САЩ) 4 март 2011 г. (България)       | 9.97                     |
| Мелинда открива дух на момиче, обявено за изчезнало преди 12 години. Сега тя търси отмъщение, мислейки, че брат ѝ я е убил. |                               |                                 |                   |                                                          |                          |
| 10 | Ball & Chain                  | Кристина М. Ким и Ренин Реншоу  | Ерик Ланювил      | 19 декември 2009 г. (САЩ) 11 март 2011 г. (България)     | 10.18                    |
| Мелинда се изправя пред смъртна опасност, помагайки на объркан дух, който трябва да разбере брака си, за да премине. |                               |                                 |                   |                                                          |                          |
| 11 | Life On The Line              | Кристина М. Ким и Ренин Реншоу  | Ерик Ланювил      | 9 януари 2009 г. (САЩ) 18 март 2011 г. (България)        | 10.64                    |
| 14-годишно момче е убито, докато коси градината. Семейството му се разпада и последното му желание е да ги събере заедно. Междувременно, Делия я преследва дух. |                               |                                 |                   |                                                          |                          |
| 12 | This Joint's Haunted          | Марк Б. Пери                    | Марк Розман       | 16 януари 2009 г. (САЩ) 25 март 2011 г. (България)       | 10.58                    |
| Мелинда и Сам (Джим) отиват на пътешествие, но се озовават в бой из барове и нахални духове. Мелинда се изправя пред най-голямата опасност за мечтите си, когато бившата приятелка на Сам идва, за да си го вземе. |                               |                                 |                   |                                                          |                          |
| 13 | Body Of Water                 | П. К. Саймъндс и Лоури МъкКарти | Дженифър Лав Хюит | 23 януари 2009 г. (САЩ) 1 април 2011 г. (България)       | 11.18                    |
| Когато Ники идва да вземе Сам (Джим) със себе си, Мелинда се опасява, че той никога няма да си спомни кой е. Междувременно Мелинда открива група мистериозни и отмъстителни духове в едно езеро наблизо, където са били хвърляни тела, предназначени за кремиране. |                               |                                 |                   |                                                          |                          |
| 14 | Slow Burn                     | Ренин Реншоу                    | Стийв Робман      | 6 февруари 2009 г. (САЩ) 8 април 2011 г. (България)      | 11.41                    |
| Докато Мелинда и Сам (Джим) решават да се пробват да излизат заедно, Мелинда трябва да помогне на духа на Дебора Маркс да защити дъщеря си Кристи от вредно гадже. |                               |                                 |                   |                                                          |                          |
| 15 | Greek Tragedy                 | Кристина М. Ким                 | Карън Гавиола     | 13 февруари 2009 г. (САЩ) 15 април 2011 г. (България)    | 10.30                    |
| Момиче изчезва в гората по време на ритуал. Същевременно, при Мелинда идва момиче, починало при същия ритуал преди 40 години. |                               |                                 |                   |                                                          |                          |
| 16 | Ghost Busted                  | Марк Б. Пери и П. К. Саймъндс   | Джон Беринг       | 27 февруари 2009 г. (САЩ) 22 април 2011 г. (България)    | 11.54                    |
| Съседи на Мелинда и Джим (Сам) викат ловец на духове, оборудван с нова техника, за да прогони дух от къщата им. В крайна сметка Мелинда се изправя пред задължението да каже на Сам, че вижда духове, когато той казва, че духовете са измислица. |                               |                                 |                   |                                                          |                          |
| 17 | Delusions Of Grandview        | Лоури МъкКарти и Марк Б. Пери   | Джефри Леви       | 6 март 2009 г. (САЩ) 22 април 2011 г. (България)         | 11.09                    |
| Сам (Джим) помага на Мелинда, когато тя се опитва да разбере какво се случва в клас от детската градина. В крайна сметка Сам (Джим) разбира, че той е влязъл в тялото на Сам. Когато Мелинда му казва това, той ѝ отвръща, че ѝ е нужна помощ и я оставя. |                               |                                 |                   |                                                          |                          |
| 18 | Leap Of Faith                 | Джон Грей                       | Иън Сандър        | 13 март 2009 г. (САЩ) 29 април 2011 г. (България)        | 10.58                    |
| Мелинда се сблъсква с богат бизнесмен, който работи като механик във водоснабдителна компания. Той е като Сам (Джим), дух е влязъл в тялото му и сега не помни миналия си живот, но не е имал човек като Мелинда, за да му помага. Междувременно, когато Мелинда е поставена в смъртна опасност от удавяне, Джим се хвърля и удря главата си в тръба, губейки съзнание. Той едва не умира, но доплува до Мелинда и ѝ отговаря с думите „Защо ме наричаш 'Сам', Мел?“, спомняйки си кой е. |                               |                                 |                   |                                                          |                          |
| 19 | Thrilled To Death             | Лоури МъкКарти и Ренин Реншоу   | Глория Музио      | 10 април 2010 г. (САЩ) 29 април 2011 г. (България)       | 10.08                    |
| Морган живее в сградата на Илай. Преследва я духът на Рик Хартман. Мелинда и Илай откриват, че Морган е болна от рак, а Рик е умрял преди 6 месеца в трагичен инцидент с парашут. Същевременно се разбира, че и Рик е имал рак и е направил списък с нещата, които иска да направи, преди да умре. Последното нещо записано е „Морган“… |                               |                                 |                   |                                                          |                          |
| 20 | Stage Fright                  | Марк Б. Пери                    | Ерик Ланювил      | 24 април 2009 г. (САЩ) 6 май 2011 г. (България)          | 9.23                     |
| Дух преследва екипът на сериал, който се снима в Грандвю, защото са го убили по инцидент. Междувременно, Мелинда и Джим откриват нещо, което ще обърне живота им напълно – Мелинда е бременна във втория месец, още преди Джим да умре. |                               |                                 |                   |                                                          |                          |
| 21 | Cursed                        | Лоури МъкКарти                  | Ким Моузес        | 1 май 2009 г. (САЩ) 6 май 2011 г. (България)             | 9.79                     |
| Мелинда открива малка къща с обладани от духове кукли вътре в антикварния си магазин. |                               |                                 |                   |                                                          |                          |
| 22 | Endless Love                  | П. К. Саймъндс                  | Иън Сандър        | 8 май 2009 г. (САЩ) 13 май 2011 г. (България)            | 9.50                     |
| Мелинда трябва да планира сватбата си, докато помага на жена, която си мисли, че вампири я преследват, преминавайки през ужасяващи видения. |                               |                                 |                   |                                                          |                          |
| 23 | The Book of Changes           | Джон Грей                       | Джон Грей         | 15 май 2009 г. (САЩ) 13 май 2011 г. (България)           | 9.15                     |
| След като безлико момиче, казва на Мелинда „Не можеш да я спасиш“, тя се притеснява за безопасността на детето си. По-късно научава, че бебето ще е момче, а момичето е говорело за Зоуи, приятелка на Илай. Книга наречена Книгата на Промените се озовава в ръцете на Илай. В нея виждат списък с хора, които са починали и са се върнали по някакъв начин. Името на Мелинда е в нея, като до него е изписана датата на термина ѝ – 25 септември. Същевременно, Карл Наблюдателя ѝ казва, че синът ѝ няма да има нейната дарба, а много, много повече.. Сезонът свършва как Мелинда и Джим се женят наново, а около тях се появяват бели духове, по-късно представени като Блестящите… |                               |                                 |                   |                                                          |                          |

## Сезон 5: 2009 – 2010
| Еп. № | Заглавие                           | Сценарист(и)                      | Режисьор(и)       | Първо излъчване                                      | Брой зрители (в милиони) |
| --- | ---------------------------------- | --------------------------------- | ----------------- | ---------------------------------------------------- | ------------------------ |
| 1 | Birthday Presence                  | П. К. Саймъндс и Лоури МъкКарти   | Дженифър Лав Хюит | 25 септември 2009 г. (САЩ) 20 май 2011 г. (България) | 8.76 10.01 с DVR         |
| Мелинда претърпява цезарово сечение и така се ражда синът ѝ, Ейдън Лукас. 5 години по-късно Джим и Мелинда отпразнуват петия рожден ден на Ейдън. Същевременно, всяка година откакто Ейдън се е родил, на рождения му ден, в определен час сърцето му спира, той посинява и след това отново се нормализира. Мелинда разбира, че има жена, която умряла, раждайки и сега си мисли, че духът на сина ѝ се е вселил в Ейдън. По-късно се разбира, че синът и е жив и здрав. |                                    |                                   |                   |                                                      |                          |
| 2 | See No Evil                        | Ренин Реншоу                      | Ерик Ланювил      | 2 октомври 2009 г. (САЩ) 20 май 2011 г. (България)   | 7.62                     |
| Когато студентка бива убита в автомобилна катастрофа, тя е убедена, че спам писмо, която тя не е предала на следващ човек, е предизвикало катастрофата, която е оставила майка ѝ в кома. Тя започва да преследва всеки, който не предаде и-мейлът. Мелинда разбира, че майката вече била болна от рак, за който дъщеря ѝ не е знаела. Майката почива, докато е в кома и дъщеря ѝ научава истината. След като е убедена, че спамът няма нищо общо, дух на име Скарлет бива представен. Тя манипулира момиче в болницата, което разпраща и-мейлът. Скарлет остава със Сенките. |                                    |                                   |                   |                                                      |                          |
| 3 | Till Death Do Us Start             | Марк Б. Пери                      | Глория Музио      | 9 октомври 2009 г. (САЩ) 27 май 2011 г. (България)   | 8.78                     |
| Бащата на Илай, Рей, умира от сърдечен удар. Майката на Илай, Евелин, е останала до него след смъртта си, криейки, че не е преминала. По-късно Мелинда научава, че Евелин е имала тайна връзка с приятел на семейството и Илай може би е полубрат на неговата възлюбена от детството. Но той разбира, че връзката е била с жена и вече може да продължи връзката си. Съшевременно, родителите му остават на Земята, за да го наглеждат. |                                    |                                   |                   |                                                      |                          |
| 4 | Do Over                            | Джон Грей                         | Джон Грей         | 16 октомври 2009 г. (САЩ) 27 май 2011 г. (България)  | 8.05                     |
| Когато Джим носи вкъщи антика от болницата, той носи с нея и дух. Мелинда и Ейдън са посетени от дух-доктор, който не можал да довърши операция и с вината си, той тормози всички около него. Мелинда трябва да инвестигира обитаванията в болницата и да разбере истината за смъртта на доктора. Същевременно, Делиа се сдобива с таен обожател. Нов дух е представен – пациент от '50-те, той също като Скарлет бива обладан от Сенките. |                                    |                                   |                   |                                                      |                          |
| 5 | Cause For Alarm                    | Мелиса Блейк и Джой Блейк         | Иан Сандър        | 23 октомври 2009 г. (САЩ) 3 юни 2011 г. (България)   | 8.59 9.80 с DVR          |
| Илай започва да лекува богаташ от параноя. Той има чувството, че го наблюдават и в крайна сметка се оказва дух. Мелинда разбира, че има собствени причини да разследва този дух и се разбира още нещо за дарбата на Ейдън. |                                    |                                   |                   |                                                      |                          |
| 6 | Head Over Heels                    | Лоури МъкКарти и Стефани Гупта    | Стийв Робман      | 30 октомври 2009 г. (САЩ) 3 юни 2011 г. (България)   | 8.29                     |
| Конникът без глава от легендата преследва Мелинда, когато книгата се озовава в училището на Ейдън. Но конникът има своя собствена история, която Мелинда трябва да разбере, преминавайки през ужасяващи видения и опасности. |                                    |                                   |                   |                                                      |                          |
| 7 | Devil's Bargain                    | П. К. Саймъндс и Марк Б. Пери     | Джеймс Кресантис  | 6 ноември 2009 г. (САЩ) 10 юни 2011 г. (България)    | 7.99                     |
| Шефовете на Джим и Илай споделят тайна, относно изчезнала млада жена, която се е върнала за недовършените си дела. И тези дела са достатъчно жизненоважни, за да предизвикат вниманието на Сенките – духовете, за които Ейдън предупреждава Мелинда. Те се завръщат след неуспеха им с Гейбриъл и Романо. |                                    |                                   |                   |                                                      |                          |
| 8 | Dead Listing                       | Лоури МъкКарти и Марк Б. Пери     | Питър Вернер      | 13 ноември 2009 г. (САЩ) 10 юни 2011 г. (България)   | 8.01                     |
| Когато дух отвежда Мелинда до тялото ся, тя бива въвлечена в една мистеря около убийство. Тя разбира, че духът е женен и има семеен бизнес с недвижими имоти, но връзката със съпругата му е далеч по-усложнена, отколкото изглежда. |                                    |                                   |                   |                                                      |                          |
| 9 | Lost In The Shadows                | П. К. Саймъндс и Лори МъкКарти    | Ким Моузес        | 20 ноември 2009 г. (САЩ) 17 юни 2011 г. (България)   | 8.43                     |
| Джим и Мелинда се сблъскват с класическия проблем за родителите – вредния приятел. Но в техния случай, приятелят е дух на момиче. Дилемата прераства в криза, когато момичето отвлича Ейдън, за да ѝ помогне да се пребори със Сенките. |                                    |                                   |                   |                                                      |                          |
| 10 | Excessive Forces                   | Стефани СенГупта                  | Кени Леон         | 4 декември 2009 г. (САЩ) 17 юни 2011 г. (България)   | 8.23                     |
| Мелинда се намира между чука и наковалнята, когато дух твърди, че е убит от полицай. Историята става още по-заплетена, когато се намесва дъщерята на полицая, която мечтае за отмъщение. Някой лъже и може би дори прикрива убийство. |                                    |                                   |                   |                                                      |                          |
| 11 | Dead Air                           | Лоури МъкКарти и Марк Б. Пери     | Глория Музио      | 8 януари 2010 г. (САЩ) 24 юни 2011 г. (България)     | 9.00                     |
| Унижаващи тайни биват казвани в ефира на радио в Грандвю, когато дух преследва станцията, където Нед работи. Наказанието се разпространява, докато духът търси отмъщение за смъртта, причинена от едно от известните шоута на радиото. |                                    |                                   |                   |                                                      |                          |
| 12 | Blessings In Disguise              | Ренин Реншоу и Бен Чаней          | Ян Елиасберг      | 15 януари 2010 г. (САЩ) 24 юни 2011 г. (България)    | 8.61                     |
| Мелинда трябва да открие истината зад ново семейство, преди тя да го разруши. |                                    |                                   |                   |                                                      |                          |
| 13 | Living Nighmare                    | П. К. Саймъндс                    | Иан Сандърс       | 29 януари 2010 г. (САЩ) 1 юли 2011 г. (България)     | 8.34                     |
| Когато Мелинда разкрива семейна тайна, хаос превзема болницата и града. Дух преследва без видим смисъл пациент, който е обвинен в убийство, но самият той не помни да го е извършвал. |                                    |                                   |                   |                                                      |                          |
| 14 | Dead То Ме а.k.a. Death In Madison | Пам Норис                         | Ралф Хемекър      | 5 февруари 2010 г. (САЩ) 1 юли 2011 г. (България)    | 8.77                     |
| Когато учителката по Култове към отвъдното на Нед е преследвана от дух на таен обожател, масичка за спиритически сеанси бива използвана, за да се разреши мистерията, но вместо това създава нова мистерия, която заплашва живот на близък човек на Мелинда. |                                    |                                   |                   |                                                      |                          |
| 15 | Implosion                          | Джон Грей                         | Дженифър Лав Хюит | 5 март 2010 г. (САЩ) 8 юли 2011 г. (България)        | 7.36                     |
| Дух, който е починал в изоставен склад за муниции, казва на Мелинда, че една неизползвана бомба е в грешните ръце, предупреждавайки, че някой важен човек ще изгуби живота си. Бедфорд отвлича Делия, като за размяна иска Книгата на Промените, за да се спаси от Сенките. Илай му я дава, но тя сама се изтрива, попадайки в ръцете му. Същевременно Сенките се разгневяват и бутат бомбата. Сградата на офиса на Делия експлодира, убивайки Бедфорд и Книгата. По-късно, когато Нед вади свой учебник, за да си напише домашните, той изведнъж се променя в Книгата на Промените. Той се усмихва и я оставя в шкафа си, без да вижда, че духът на Бедфорд наблюдава книгата.                                                   |                                    |                                   |                   |                                                      |                          |
| 16 | Old Sins Cast Long Shadows         | Марк Б. Пери                      | Джефри Леви       | 12 март 2010 г. (САЩ) 8 юли 2011 г. (България)       | 7.22                     |
| Продажбата на антики от стара къща в магазина на Мелинда я довежда до борба между Сенките и Блестящите. Старата къща е обитавана от духа на мадам Грета. От години насам тя използва малко момиченце – Касиди, за да довежда духове на малки деца при Сенките. Така Сенките няма да погълнат нея. Мелинда трябва да се справи с могъщите сили на Сенките, но дали ще издържи? |                                    |                                   |                   |                                                      |                          |
| 17 | On Thin Ice                        | Мелиса Блейк и Джой Блейк         | Иан Сандър        | 2 април 2010 г. (САЩ) 15 юли 2011 г. (България)      | 5.96                     |
| Когато художникът Деймън Уийвър започва да рисува своите сблъсъци с дух, още преди да са се случили, Мелинда и Ейвъри трябва да разрешат загадката. Но дали картините са негови и дали той е пророк или някой дух го следи? |                                    |                                   |                   |                                                      |                          |
| 18 | Dead Eye                           | П. К. Саймъндс и Лоури МъкКарти   | Джон Беринг       | 9 април 2010 г. (САЩ) 15 юли 2011 г. (България)      | 6.58                     |
| Когато объркан дух, облечен като клоун започва да следи Мелинда, тя и Илай трябва да разрешат последната мистерия на духа-частен детектив – любовна история пълна с подозрения и ненаситеност. |                                    |                                   |                   |                                                      |                          |
| 19 | Lethal Combination                 | Стефани СенГупта и Стийв Готфрайд | Ким Моузес        | 30 април 2010 г. (САЩ) 22 юли 2011 г. (България)     | 6.57                     |
| В опит да прекарат вечер насаме, Джим и Мелинда викат бавачка за Ейдън, но всичко се обърква. Ейдън се заклещва и бавачката не може да го извади. Оказва се, че тя има доста пъстро досие. Когато Мелинда започва да разследва, историята се задълбочава до голяма степен, стигайки до полигамия и употреба на наркотици. |                                    |                                   |                   |                                                      |                          |
| 20 | Blood Money                        | П. К. Саймъндс и Лоури МъкКарти   | Ерик Ланювил      | 7 май 2010 г. (САЩ) 22 юли 2011 г. (България)        | 6.51                     |
| Трима студента намират заровена чанта с пари, но с нея вървят и костите на жертва на отвличане. Когато Мелинда започва да разследва, тя стига до такава опасност, че убиецът я държи под прицел, все още търсейки парите си, а духът крещи за отмъщение. |                                    |                                   |                   |                                                      |                          |
| 21 | Dead Ringer                        | Марк Б. Пери и Стефани СенГупта   | Иан Сандър        | 14 май 2010 г. (САЩ) 29 юли 2011 г. (България)       | 6.43                     |
| При редовното разследване на дух, изведнъж всичко се обръща наопаки, когато духът се появява жив и здрав. Мелинда се оказва въведена в дълбока история за отмъщение. Междувременно, виденията ѝ започват да стават все по реалистични и тя започва да не различава реалност от видение, което води до влошаване на връзката ѝ с Джим. Когато тя се изправя пред врагове, които не е предполагала, че има, Мелинда прави съдбоносно решение за себе си и Ейдън, но дали това е за тяхно добро? |                                    |                                   |                   |                                                      |                          |
| 22 | The Children's Parade              | Джон Грей                         | Джон Грей         | 21 май 2010 г. (САЩ) 29 юли 2011 г. (България)       | 6.85                     |
| В последния епизод Мелинда разследва група деца, умрели в болницата на Грандвю. Междувременно се разбира, че Карл е бил обладан от Сенките, когато е казал на Мелинда, че най-доброто за Ейдън е да спре да вижда духове. Това прави Мелинда и Ейдън беззащитни. Сенките се възползват и превземат Мелинда, с намерението да я убият. Карл научава това и разбира, че всъщност Блестящите са духове на преминали в Отвъдното деца. Той разкрива на Ейдън мисията му като водач на Блестящите и заедно с всички, които Мелинда е обичала и с помощта на Блестящите, се изправят пред последната битка за спасение. Всички са готови на всичко, но успехът ще дойде с помощта на чудо, а способни ли са те да направят сами такова? |                                    |                                   |                   |                                                      |                          |